# Bertram Ramsay
Bertram Home Ramsay KCB KBE MVO (Londen, 20 januari 1883 - Toussus-le-Noble, 2 januari 1945) was een Brits admiraal tijdens de Tweede Wereldoorlog.

## Begin loopbaan
Ramsay werd geboren in een oude adellijke Schotse familie. Hij ging naar de Colchester Royal Grammar School. In 1898 nam hij dienst bij de Royal Navy. Hij diende op het linieschip HMS Britannia en werd daar binnen een jaar midshipman. Na zijn promotie werd hij overgeplaatst naar de kruiser HMS Crescent.

## Eerste Wereldoorlog
Tijdens de Eerste Wereldoorlog werd Ramsay in augustus 1915 commandant van een klein marineschip de "M 25", een zogenaamde Monitor. Twee jaar lang maakte dit schip deel uit van de Dover Patrol, een defensiecommando met bases in Dover en Duinkerke. In 1917 werd hij commandant van een ander Dover Patrol-schip, de torpedobootjager HMS Broke. Op 9 mei 1918 nam hij deel aan de Tweede aanval op de haven van Oostende en ontving hiervoor een Eervolle Vermelding.

## Tweede Wereldoorlog

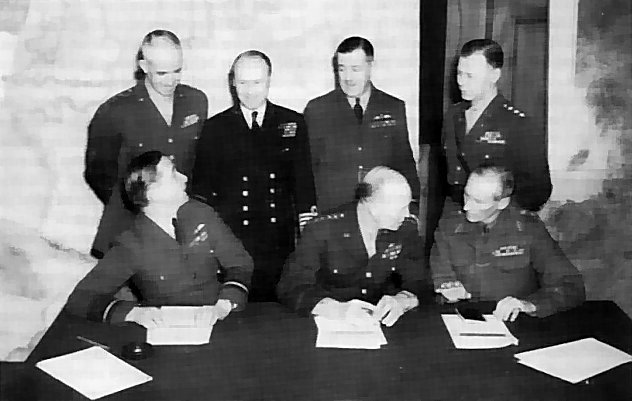
SHAEF conferentie in Londen. v.l.n.r.: (zittend) Tedder, Eisenhower, Montgomery (staand) Bradley, Ramsay, Leigh-Mallory, Smith

In 1938 ging Ramsay met pensioen. Toen de Duitse oorlogsdreiging groeide, werd Bertram Ramsay door Winston Churchill weer opgeroepen. Aan het begin van de Tweede Wereldoorlog was hij commandant in Dover. Hier werd hij verantwoordelijk voor een ordelijk verloop van de evacuaties van onder andere Boulogne, Calais, Duinkerke en Hoek van Holland.

### Landingen in Afrika, Sicilië en Normandië
In 1942 werd Bertram Ramsay benoemd tot plaatsvervangend commandant onder admiraal Andrew Cunningham. Ramsey stelde in deze functie de plannen op voor de landingen in Afrika (Operatie Torch) en op Sicilië (Operatie Husky).
In 1943 werd Bertram Ramsay overgeplaatst naar Londen, waar hij werd belast met de voorbereiding van de maritieme inbreng tijdens de invasie in Normandië. Op 27 april 1944 werd Ramsay bevorderd tot admiraal. En tijdens Operatie Neptune was hij binnen SHAEF Naval Commander in Chief of the Allied Naval Expeditionary Force.
Ramsay suste voorafgaand aan de invasie een conflict tussen Churchill en Koning George VI. Churchill had de koning verteld dat hij D-Day wilde meemaken aan boord van de lichte kruiser HMS Belfast, die zou worden ingezet bij de bombardementen. De koning, zelf een ervaren marineman die tijdens de Eerste Wereldoorlog de zeeslag bij Jutland had meegemaakt, kondigde aan dat hij zijn premier zou vergezellen. Dit zorgde voor spanningen tussen de twee, totdat ze admiraal Ramsay ontmoetten die botweg weigerde de verantwoordelijkheid op zich te nemen voor de veiligheid van de twee kopstukken. Ramsay noemde het gevaar voor de mannen, de risico's van de geplande taken voor de Belfast en het feit dat zowel de premier als de koning thuis hard nodig zouden zijn mocht de operatie niet goed aflopen. Hiermee was de zaak geregeld en de twee bleven thuis op D-Day.

## Dood
Bertram Ramsay kwam in januari 1945 om het leven toen zijn vliegtuig bij het opstijgen in Toussus-le-Noble, ten zuidwesten van Parijs neerstortte. Hij was op weg naar een bespreking met generaal Montgomery in Brussel.

## Militaire loopbaan
- Naval Cadet: 15 januari 1898[1][2]
- Midshipman: 15 september 1899[1][2]
- Sub-Lieutenant: 15 september 1902[1][2]
- Lieutenant: 15 december 1904[1][2]
- Lieutenant-Commander: 15 december 1912[1][2]
- Commander: 30 juni 1916[1][2]
- Captain: 30 juni 1923[1][2]
- Rear-Admiral: 9 mei 1935[1][2]
- Vice-Admiral: 26 april 1944[1][2]
- Admiral: 27 april 1944[1][2]

## Onderscheidingen
- Orde van het Bad
  - Ridder Commandeur (Militaire divisie) op 7 juni 1940[3]
  - Lid op 23 juni 1936[2]
- Ridder Commandeur in de Orde van het Britse Rijk op 21 december 1943[2]
- Lid in de Koninklijke Orde van Victoria op 17 februari 1918[2]
- Grootofficier in het Legioen van Eer (FR)[2]
- Chief Commander in het Legioen van Verdienste (VS) op 17 juli 1945[2]
- Platina en gouden ster der Ie Klasse van de Orde van Oesjakov op 7 november 1944[4] - 4 oktober 1944[5] (Sovjet-Unie)
- Intergeallieerde Medaille
- 1914 Ster
- 1939-1945 Star
- Atlantic Star
- Britse Oorlogsmedaille
- Medaille voor het Zilveren Jubileum van George V
- Medaille voor de Kroning van George VI
- Naval General Service Medal (1915)
- Dagorder
  - 1918
  - 20 april 1943[2]